# Tenrekowiec
Tenrekowiec (Hemicentetes) – rodzaj ssaków z rodziny tenrekowatych (Tenrecidae) w rzędzie afrosorkowców. Obejmuje 2 gatunki zamieszkujące wschodni i środkowy Madagaskar. Tenrekowce należą do większych tenrekowatych, nie dorównując jednak rozmiarami tenrekowi zwyczajnemu. Ubarwione są na czarno z charakterystycznymi jaśniejszymi pasami i jasnym kołnierzem za karkiem, futro obejmuje kolce i narząd strydulacyjny, za pomocą którego wydają z siebie ultradźwięki. Żywią się bezkręgowcami. Zamieszkują lasy, niekiedy tereny sawannowe, radzą sobie w siedliskach antropogenicznych. Nie zagraża im wyginięcie.

## Genetyka
Kariotyp liczy 38 chromosomów,  tyle samo występuje u obu gatunków.

## Budowa

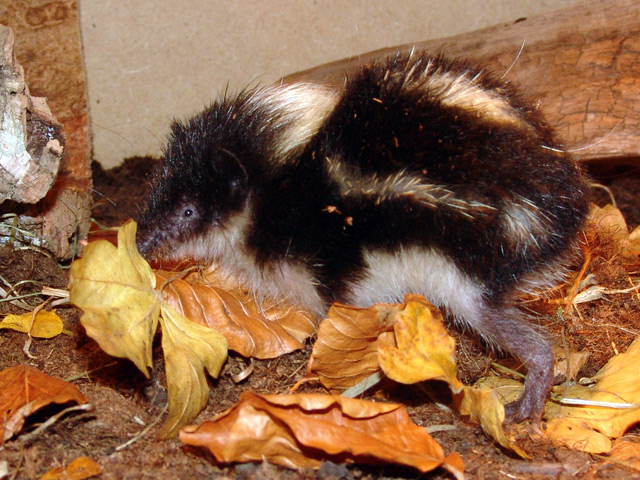
Tenrekowiec wyżynny o futrze czarnym z jaśniejszymi pręgami

Tenrekowce należą do większych przedstawicieli tenrekowatych. Długość ciała 104–176 mm, długość ucha 12–21 mm, długość tylnej stopy 19–30 mm; masa ciała 39–129 g. Tenrekowiec wyżynny waży wedle Jenkinsa więcej od tenrekowca pręgowanego, Marshall i Eisenberg piszą przeciwnie, w każdym razie oba tenrekowce ważą mniej od osiągającego i 2 kg tenreka zwyczajnego.
Oba gatunki tenrekowca wyróżniają się ubarwieniem, szczególnie w okolicy karku, gdzie tenrekowiec wyżynny ma płowy grzebień białych kolców, zabarwiony na żółto lub pomarańczowo u tenrekowca pręgowanego. Ciało obu gatunków pokrywa długie, kolczaste futro. Na grzbiecie jest ono czarne, gęste, szczeciniaste, czerń przecinają jaśniejsze pręgi pośrodkowo na grzbiecie i po bokach, porośnięte dłuższymi jeszcze niż czarne rejony włosami. U tenrekowca pręgowanego mogą mieć barwę żółtą, pomarańczową, płowoczerwoną. Pomiędzy włosami czają się kolce, nie tylko długie i cienkie w obrębie poprzecznego pasma na karku, ale też bardziej krępe, nieodpadające kolce tworzące narząd strydulacyjny leżący pośrodkowo w tylnej części grzbietu, tworzony przez 11 kolców u tenrekowca wyżynnego, i przez 14 u tenrekowca pręgowanego. Z ciemniejszym grzbietem kontrastuje ostro odgraniczony jasny brzuch porośnięty miękkim włosem płowej barwy, także nieco szczeciniasty. Podobny pokrywa kończyny zwierzęcia, przy czym wierzchnia ich powierzchnia przyjmuje barwę ciemnopłową, spodnia zaś jaśniejszą. Pod włosem okrywowym kryje się wełnisty podszerstek.
Czaszka tenrekowców, jak opisuje Jenkins, jest smukła i wydłużona, o bardzo dobrze rozwiniętym grzebieniu karkowym, natomiast pozbawiona go wedle starszych źródeł. Uszy są średnich rozmiarów. Pysk jest wydłużony, z pośrodkową żółtą pręgą u tenrekowca pręgowanego, bez niej u wyżynnego, który ma natomiast wąską płową pręgę na głowie. Jenkins zwraca uwagę na wysmuklone kości łzowe i smukłe żuchwy o niskich i zaokrąglonych wyrostkach dziobiastych. Występuje rhinarium, czyli nieowłosiony obszar okolic nosa, który okrywają owalne w kształcie łuski. Zęby delikatne; między przednimi występuje diastema. Trzonowce mają zredukowane talony. Wzór zębowy:
| Wzór zębowy | Wzór zębowy | I | C | P | M |
| ----------- | ----------- | - | - | - | - |
| 40          | =           | 3 | 1 | 3 | 3 |
| 40          | =           | 3 | 1 | 3 | 3 |

.
Występuje 20–21 kręgów lędźwiowych. Spojenie łonowe bywa otwarte, prawdopodobnie u samic. Układ wydalniczy i rozrodczy kończą się wspólnym ujściem.
Przedramię ma znaczną ruchomość. Przednie stopy Jenkins opisuje jako szerokie. Kość gruszkowata tenrekowców jest długa i cieńsza niż u innych tenreków. Śródręcze długie, zwłaszcza promienie II i III. Palce pierwszy i piąty są krótkie, w przeciwieństwie do długich palców II, III i IV, zakończonych długimi, mocnymi, nieco zakrzywionymi pazurami. Dystalna część kości udowej tenrekowców jest szersza niż u innych tenrekowatych. Kończą ją płytkie kłykcie i równie płytka bruzda rzepkowa (patellar groove). Kość piszczelowa nie jest bardzo silnie zbudowana. Ruchomość stawu skokowego przewyższa ruchomość nadgarstka, umożliwiając stopie pronację i supinację. Stopy tylne są umiarkowanie szerokie, palce II, III i IV również mają długie pazury.

## Systematyka

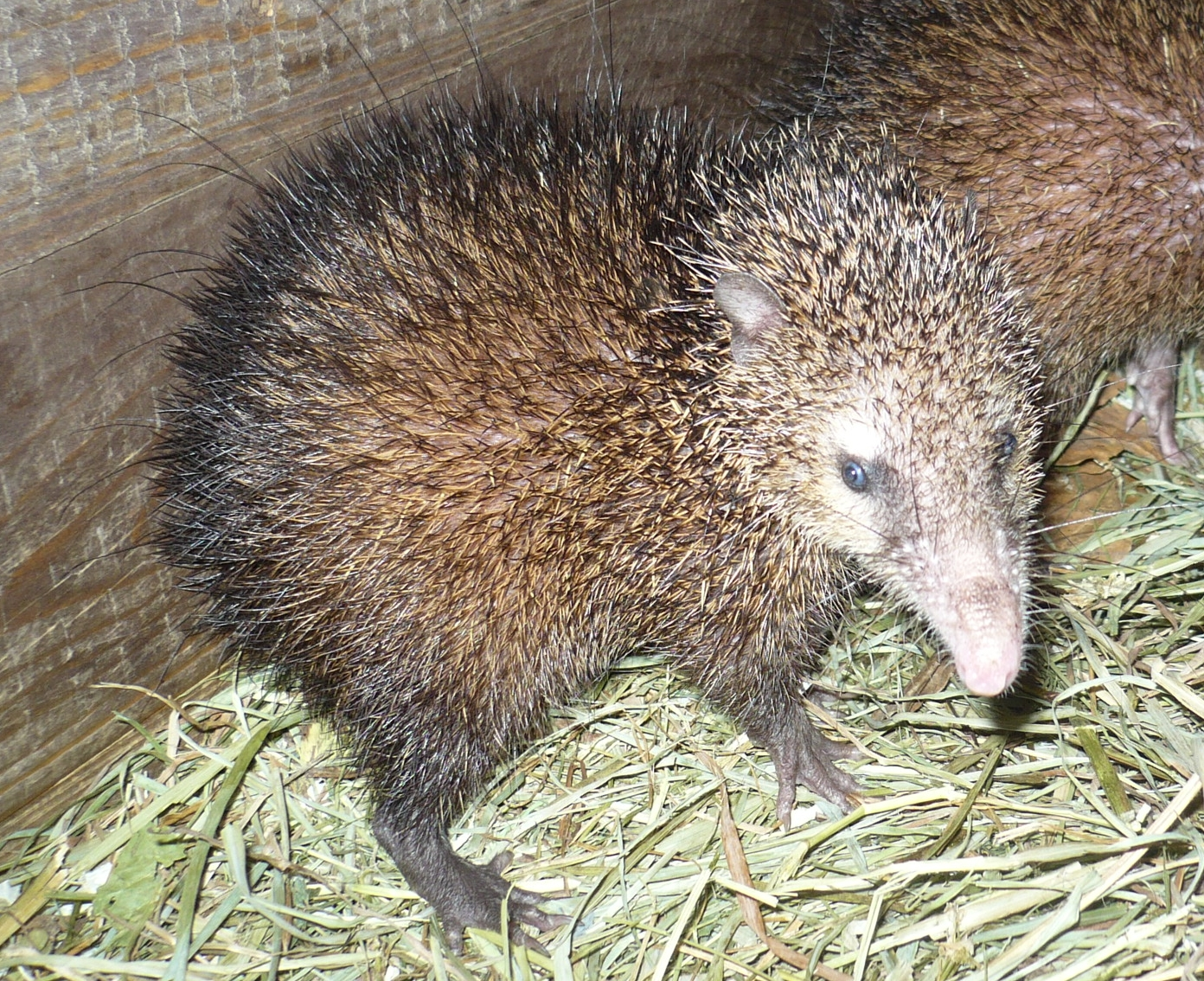
Najbliższym krewnym tenrekowca jest tenrek

Tenrekowiec zaliczany jest do rodziny tenrekowatych (Tenrecidae), kreowanej jeszcze w pierwszej połowie XX wieku, której miejsce na drzewie rodowym łożyskowców było przedmiotem kontrowersji. Umieszczana w grupie Plantigradae, a później w owadożernych (Insectivora), a po usunięciu ich z klasyfikacji przeniesiona została do nowo utworzonego rzędu afrosorków, do którego należą też prowadzące podziemny tryb życia złotokretowate oraz polujące w rzekach wodnice (Potamogalidae), zaliczane niegdyś do tenrekowatych.
Rodzina tenrekowatych obejmuje 3 podrodziny. Tenreki obejmują 5 gatunków, uszorki stanowią takson monotypowy, a największa podrodzina ryżorków obejmuje 25 gatunków, w większości z rodzaju tenreczek. Tenrekowiec zaliczany jest do podrodziny tenreków (Tenrecinae). Obejmuje ona 4 rodzaje: Hemicentetes, czyli właśnie tenrekowiec), a poza nim Chinops (tenreczynek), Setifer (jeżokret) i Tenrec (tenrek). Nazwa rodzajowa Hemicentetes ma następującą etymologię: gr. ἡμι- hēmi- „pół-, mały”, od ἡμισυς hēmisus „połowa”; rodzaj Centetes Illiger, 1811 (tenrek).
Rodzaj ten tworzy klad z tenrekiem. Zawiera jako jedyny w swej podrodzinie dwa współczesne gatunki: tenrekowiec wyżynny i tenrekowiec pręgowany. Tenrekowiec pręgowany po raz pierwszy naukowo opisał w 1798 roku francuski przyrodnik Georges Cuvier nadając mu nazwę Ericulus semispinosus. Jako miejsce typowe odłowu holotypu Cuvier wskazał Madagaskar. W 1871 Mivart stworzył nowy rodzaj Hemicentetes. Gatunek Hemicentetes nigriceps naukowo opisał Albert C.L.G. Günther w 1875, jako miejsce typowe podał "Fienerentova", dzisiaj Fianarantsoa. Przez pewien czas uważano je za jeden gatunek, w obrębie którego wyróżniano je jako 2 podgatunki.

### Etymologia
- Eteocles: w mitologii greckiej Eteokles (gr. Ετεοκλης Eteoklēs) był synem Edypa i Jokasty oraz bratem Polinika, z którym zginął w pojedynku podczas obrony Teb[17]. Gatunek typowy: Ericulus semispinosus G. Cuvier, 1798.
- Centetes: gr. κεντητης kentētēs „ten, kto kłuje”, od κεντεω kenteō „kłuć”[18]. Gatunek typowy: Ericulus semispinosus G. Cuvier, 1798; młodszy homonim Centetes Illiger, 1811 (Tenrecidae).
- Ericius: łac. ericius „jeż”[19]. Gatunek typowy: Ericulus semispinosus G. Cuvier, 1798; młodszy homonim Ericius Tilesius, 1809 (Actinopterygii).
- Hemicentetes: gr. ἡμι- hēmi- „pół-, mały”, od ἡμισυς hēmisus „połowa”; rodzaj Centetes Illiger, 1811 (tenrek)[20].
- Echinodes: εχινωδης ekhinōdēs „kolczasty, najeżony”, od εχινος ekhinos „jeż”; -οιδης -oidēs „przypominający”[21]. Eks Echinodes Pomel, 1848. Gatunek typowy: Ericulus semispinosus G. Cuvier, 1798; młodszy homonim Echinodes Meigen, 1800 (Diptera).

### Podział systematyczny
Do rodzaju należą następujące gatunki:
- Hemicentetes semispinosus (G. Cuvier, 1798) – tenrekowiec pręgowany
- Hemicentetes nigriceps Günther, 1875 – tenrekowiec wyżynny

## Tryb życia

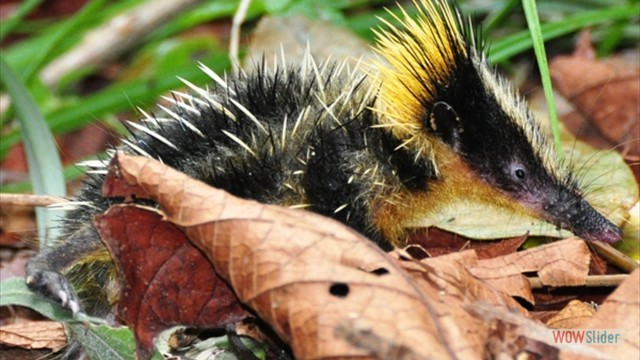
Tenrekowiec pręgowany może żyć samotnie bądź w grupach rodzinnych

Tenrekowiec wyżynny wiedzie raczej samotne życie. Tenrekowiec pręgowany także może wieść samotny tryb życia, niemniej zazwyczaj spędza je w prostych grupach rodzinnych złożonych z matki, ojca i ich potomstwa bądź nawet rozszerzonych grupach rodzinnych, które liczą do trzech pokoleń tenrekowców pręgowanych i niekiedy taka grupa liczy ponad 20 osobników.
Tenrekowiec pręgowany zachowuje aktywność w dzień i w nocy, bardziej jednak w dzień. Pożywienia poszukuje wczesnym rankiem, za dnia bądź wieczorem. Szczyt aktywności obserwowano w południe (samica z młodymi), między godzinami 13 a 14 bądź między 18 a 20:15, ze szczytem między 18 a 19. Kolejny szczyt aktywności przypada na czas między 4 a 6. Po południu natomiast tenrekowiec pręgowany odpoczywa. Z kolei tenrekowiec wyżynny aktywny jest nocą, na spoczynek kładąc się za dnia.
Tenrekowiec wyżynny odpoczywa w swej samodzielnie wykopanej norze, zwykle płytkiej, z wejściem zatkanym liśćmi. Korzysta z nory ulokowanej na skraju lasu czy terenów uprawnych. Zazwyczaj wiedzie do niej tylko jedno wejście, zasłonięte liśćmi. Nora ma 7,5 cm wysokości oraz do 45 cm długości, nie jest więc ani wysoka, ani głęboka, i ustępuje znacznie większym norom tenrekowca pręgowanego. Wystarcza jednak do redukcji amplitudy temperatur. W środku panuje zwykle między 20,4° a 26,5°C. W odróżniony od tenrekowca wyżynnego bardziej społeczny tenrekowiec pręgowany tworzyć dość skomplikowany system nor, w których żyje cała grupa rodzinna. Nory takie występują w lasach pierwotnych lub wtórnych.
Tenrekowate nie są stałocieplne w tym samym stopniu, co większość ssaków. Temperatura ciała tenrekowca wyżynnego wzrasta późnym popołudniem, najwyższa jest wczesnym wieczorem. Tenrekowiec wyżynny zapada w sen zimowy obligatoryjnie pomiędzy majem a październikiem wedle IUCN, w okolicy Manandroy i Fianarantosoa, zaś w czerwcu i lipcu wedle Jenkinsa. Tenrekowiec pręgowany natomiast zachowuje aktywność przez cały rok, aczkolwiek od maja do października jest ona znacznie mniejsza. Zimą spada podstawowy metabolizm (o 69% u tenrekowca wyżynnego, o 49% u pręgowanego), jak i temperatura ciała; tenrekowiec wyżynny nie budzi się w tym czasie, w przeciwieństwie do tenrekowca pręgowanego, u którego występuje fakultatywny torpor dzienny bądź sezonowy.
Zagrożone, tenrekowce stroszą kolce na głowie. Zazwyczaj położone, prostują się one do góry i na boki. Wysoce zaniepokojone zwierzę stroszy także kolce grzbietu. Wydaje też bzyczące dźwięki. W obronie własnej tenrekowce mogą uderzać swą kolczastą głową. Według niektórych autorów tenrekowiec pręgowany, w chwili zagrożenia, podobnie jak jeżokret kłujący (Setifer setosus), zwija się częściowo w kulkę. Odnotowano także walki samców tenrekowców, mniej agresywne niż obrona przed drapieżnikami, obejmujące ruchy głową i uderzanie nosem, niekiedy ze stroszeniem kolców. Walki takie wzmaga obecność samicy. Zupełnie inaczej postępują samice, w razie spotkań dotykając się i wycofując. Spotykając narzucającego się samca niechętna samica również może nastroszyć na niego kolce.

### Cykl życiowy
W sprzyjających warunkach rozród tenrekowca pręgowanego może trwać cały rok. Hibernujący tenrekowiec wyżynny w październiku budzi się ze snu zimowego i dopiero po tym przystępuje do rozrodu, który trwał będzie aż do końca marca. Samiec dotyka swoim nosem nosa samicy, jej ucha i odbytu. Wspina się na nią w końcu, na co samica odpowiada, przyjmując pozycję lordozy. Owulacja może zachodzić w następstwie kopulacji z samcem i pierwsze współżycie może nie prowadzić do ciąży. Kiedy już samica zachodzi w ciążę, trwa ona od 55 do 58 dni. Badania tenrekowca pręgowanego w rezerwacie Analazamaotra ujawniły od 5 do 8 noworodków w miocie. W niewoli mioty mogą być liczniejsze i dochodzić do 11 młodych. Te same starsze źródła podają, że na wolności rodzi się średnio 6,3 noworodka. Dziko żyjąca samica tenrekowca wyżynnego rodzi od 1 do 5 młodych, a więc nieco mniej niż u tenrekowca pręgowanego i znacznie mniej niż u rekordzisty tenreka zwyczajnego. Starsze źródła podają tylko 1,3 młodego w miocie.
W niewoli zbadano również rozwój młodych. W pierwszym dniu życia rozpoczynał się rozwój kolców i okrywy włosowej, które wykształcały się ostatecznie w piątym dniu, natomiast czwartego dnia młode zaczynały eksplorować norę. Przychodząc na świat ślepe, otwierały one oczy między siódmym a dziesiątym (tenrekowiec pręgowany) bądź dwunastym (tenrekowiec wyżynny) dniem życia, natomiast w wieku trzech tygodni zaczynały przyjmować pokarm stały. W wieku 16 dni zaczynał u nich wibrować narząd strydulacyjny. W wieku 20 dni młode osobniki miały już całkowicie rozwinięte futro z kolcami. Mając zaledwie 35–40 dni, osiągały dojrzałość płciową. W wieku 40 dni ich wzrost ulegał zahamowaniu. Maksymalna odnotowana długość życia w niewoli wedle Marshalla Eisenberga to 30 miesięcy.

## Rozmieszczenie geograficzne

Zasięg występowania tenrekowca pręgowanego

Zasięg występowania tenrekowca wyżynnego

Rodzaj obejmuje gatunki występujące wyłącznie na Madagaskarze. Tenrekowiec pręgowany zamieszkuje jego wschodnią część oraz Northern Highlands i Płaskowyż Centralny. Występuje na wysokości od poziomu morza do 1550 bądź 2050 m. IUCN ocenia zasięg występowania tenrekowca pręgowanego jako szeroki. Zasięg występowania tenrekowca wyżynnego obejmuje wschodnią część Płaskowyżu Centralnego. Bytuje na wysokości od 1200 do 2350 m nad poziomem morza wedle IUCN. Jenkins podaje niższą górną granicę 2050 m.

## Ekologia
Siedliskiem tenrekowca pręgowanego są wilgotne i otwarte lasy, pierwotne i wtórne, podczas gdy w przypadku tenrekowca wyżynnego IUCN wymienia także sawanny. Oba gatunki radzą sobie na terenach zdegradowanych działalnością człowieka, w tym rolniczych i miejskich, występują także w ogrodach i na trawnikach.
Tenrekowce konsumują bezkręgowce, zwłaszcza pierścienice i prostoskrzydłe, jak i larwy chrząszczy.
Na tenrekowce polują drapieżniki takie jak wśród ssaków fossa madagaskarska, fanaloka madagaskarska czy galidia kasztanowata, z innych zwierząt także duże węże, w tym Acrantophis. Na tenrekowce polują również ludzie.

## Zagrożenia i ochrona
Tenrekowca pręgowanego i wyżynnego klasyfikuje IUCN jako gatunek najmniejszej troski. Pomimo pewnych zagrożeń dla środowiska życia tych gatunków, jak wylesianie, nie zagraża im wyginięcie.